# Josef Jörger
Johann Josef Jörger (* 21. Oktober 1860 in Vals GR; † 31. August 1933 in Chur) war ein Schweizer Arzt und Psychiater und erster Direktor der Klinik Waldhaus in Chur.

## Leben
Ab 1880 studierte Jörger Medizin in Basel und Zürich und machte 1888 seinen Abschluss in Basel als Dr. med. 1885 war er Landschafts- und Kurarzt in Andeer, 1886 Sekundärarzt an der psychiatrischen Klinik St. Pirminsberg in Pfäfers. 1892–1930 war er Direktor der im selben Jahr eröffneten psychiatrischen Klinik Waldhaus in Chur. 1905 publizierte er erstmals seine Stammbaumforschungen an jenischen Familien Graubündens. Jörger wirkte bei der Gründung von weiteren Kliniken in Realta und Masans mit und war Mitglied zahlreicher Gesellschaften, darunter der Gemeinnützigen Gesellschaft des Kantons Graubünden sowie der Schweizerischen Gesellschaft für Psychiatrie.
Weiter verfasste er Erzählungen und Romane im walserdeutschen Dialekt des Valsertals, u. a. Urchigi Lüt (1918). Sein Roman Der hellig Garta von 1920 schildert den Untergang des Bergdorfs Zervreila (Gemeinde Vals).

## Rassenhygienische Arbeiten
Josef Jörger, nicht zu verwechseln mit seinem Sohn Johann Benedikt Jörger (1886–1957), ebenfalls Psychiater in Graubünden, führte bei seinen Sippenforschungen jenen Code von Decknamen für die einzelnen jenischen Familien ein, der über 60 Jahre lang in Gebrauch blieb und der auch vom „Hilfswerk Kinder der Landstrasse“ verwendet wurde. Seine erste einschlägige Abhandlung erschien in der Zeitschrift Archiv für Rassen- und Gesellschaftsbiologie (München, 2. Jg. 1905, S. 404 ff.) unter dem Titel „Die Familie Zero“. Die Wahl dieses Codenamens ist charakteristisch für die Bestrebungen Jörgers zur Nullifizierung seiner Forschungsobjekte und zur Auflösung der jenischen Familienverbände.
In seinen Geschichten der Familien Zero und Markus (1918, 1919 gemeinsam als „Psychiatr. Familiengeschichten“ veröffentlicht) sah Jörger Beispiele für die angebliche Degeneration durch „gewöhnliche Vererbung“ sowie Blastophthorie (Keimverderbnis nach Auguste Forel). Jörgers psychiatrische Familienforschungen sollten den Nachweis der Erblichkeit folgender „Abirrungen vom gewöhnlichen Familientypus“ bei den jenischen Familien erbringen: „Vagabundismus, Verbrechen, Unsittlichkeit, Geistesschwäche und Geistesstörung, Pauperismus.“